# Walden (Ontario)
Pour les articles homonymes, voir Walden.
Walden est une ville dans la province Canadienne de l'Ontario, créée en 1973 et dissoute en 2000.
Créé en tant que partie de la Municipalité Régionale de Sudbury lorsque le gouvernement régional a été introduit, la ville a été dissoute lorsque la ville du Grand Sudbury a été constituée le 1er janvier 2001. Le nom de Walden continue à être utilisé de manière informelle pour désigner la région.
Walden constitue aujourd'hui la plupart du quartier 2 du Conseil de la Ville du Grand Sudbury, et elle est représentée par le conseiller Michael Vagnini. L'intégralité de Walden a également été intégrée dans le district électoral de Sudbury depuis l'élection de 2004, même si elle reste dans la circonscription provinciale de Nickel Belt.
Dans le Recensement du Canada de 2011, les domaines de Lively, Waters, Mikkola et Naughton ont été regroupés pour la première fois en tant que centre de population (ou zone urbaine) de la ville Lively, avec une population de 6 922 habitants et une densité de population de 350,9 km2. Aucune statistique sur la population n'a été publiée pour la partie rurale ouest de Walden, qui n'a été comptée que de manière globale dans les données du recensement de la ville ; toutefois, secteurs de recensement correspondant à l'ancienne ville de Walden indiquent une population totale de 10 664. Pour le Recensement du Canada de 2016, les limites du centre de population Lively ont été révisés afin d'exclure Naughton, pour une nouvelle population de 5,608 et un corrigé de la population en 2011 de 5 584.

## Histoire
La ville a été créée par la fusion des municipalités de canton de Waters et de Drury, Dennison & Graham; les cantons géographiques non-incorporés de Lorne, Louise et de Dieppe et une partie des cantons géographiques non-incorporés de Hyman, Trille, Fairbank, Creighton, Snider et Eden. Le nom de Walden a été choisi comme un acronyme de Water, Lively et Denison. D'autres noms avaient été proposés, mais le processus de sélection finale avait réduit les options de dénomination à Walden ou Makada, un nom Ojibwé pour le Lac Noir de la ville (makade dans l'orthographe contenmporaine).
Tom Davies, qui devint plus tard président de la Municipalité Régionale de Sudbury, a été le premier maire de la ville de Walden. Les maires suivants inclurent Charles Blanc, Terry Kett, Alex Fex et Dick Johnstone. Suivant le départ à la retraite de Davies en tant que président de la municipalité régionale en 1997, l'hôtel de ville de Sudbury a été rebaptisé Place Tom Davies en son honneur.
Avant la fusion municipale, Walden était la plus grande ville par superficie terrestre au Canada.

## Communautés

### Lively

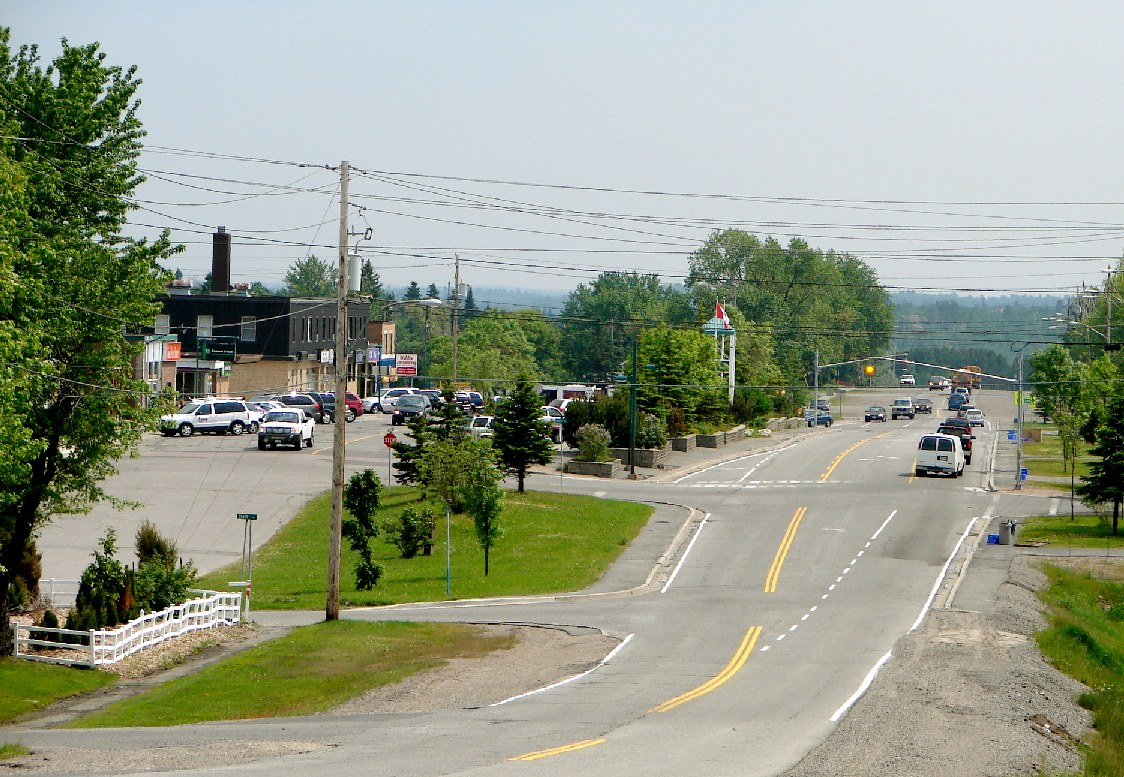
Lively

Centre administratif et commercial de Walden, Lively a été créé dans les années 1950 en tant que société de lotissement pour les employés de la société INCO travaillant dans les installations de la Mine Creighton. Il a été nommé pour l'un des premiers colons, Charles Lively. Avant l'établissement de la communauté, quelques fermes familiales étaient situées dans la zone. La plus notable de celles-ci, la Ferme Anderson, est maintenant un musée communautaire. 
La livraison postale et l'indicatif téléphonique de Lively comprennent également la subdivision Mikkola, située à l'extrémité est de la Route 17, et la région de Waters.
À partir de l'intersection de la voirie Municipale 24 et 55, Lively désigne la région s'étendant au nord le long de la voirie Municipale 24, Mikkola se réfère à la zone s'étendant vers l'est le long de la voirie Municipale 55 en direction vers l'échangeur de la Route 17, et Waters se réfère à la zone s'étendant vers l'ouest le long de la voirie Municipale 55 vers Naughton.
Lively a été le premier secteur touché par la Tornade de Sudbury du 20 août 1970.
Lively contient également la branche de la Bibliothèque Publique du Grand Sudbury de Walden.
Un petit lotissement résidentiel, juste au nord de Lively, connu depuis longtemps comme Dogpatch, s'est officiellement renommé Petit Creighton en 2015.

#### Démographie
| 2011  | 2016  |
| ----- | ----- |
| 5 584 | 5 608 |

### Naughton

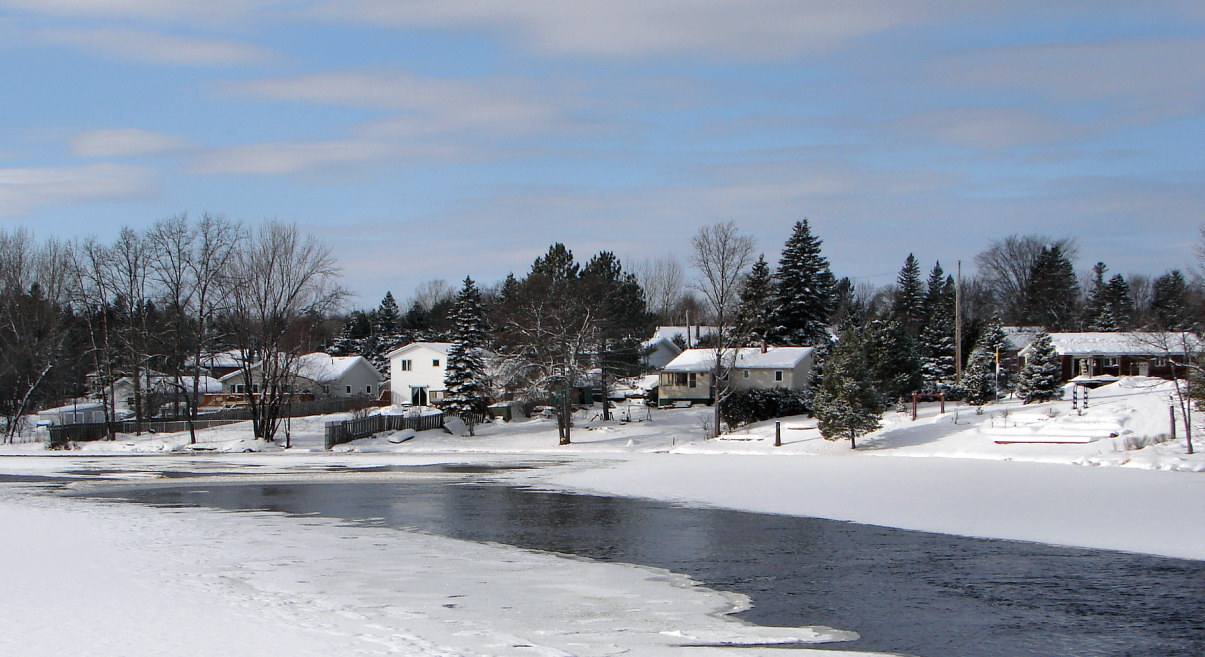
Naughton sur Simon Lac

Initialement créé comme McNaughtonville, Naughton est le lieu de naissance d'Art Ross, joueur légendaire des Bruins de Boston. En 1947, Ross a fait don du trophée LNH qui porte son nom, attribué au joueur marquant le plus de points durant la saison. Ross a également été intronisé au temple de la Renommée du Hockey en 1945.
Naughton possède aussi les plaques historiques commémorant le Méridien de Salter, une ligne de levée qui a abouti à la première preuve connue de la richesse minérale de la région de Sudbury, et le poste de traite historique Whitefish Lake de la Compagnie de la Baie d'Hudson. Naughton possède également le Club de Ski de fond de Walden, qui organise le programme ParaNordic (une organisation qui permet aux enfants handicapés de faire du ski de fond dans un environnement familier et de faire la course avec d'autres enfants de même niveau de compétence.) Il possédait également la défunte Étincelles AC, une filiale de la Fédération amateur de Sport Finno-Canadienne.

### Whitefish

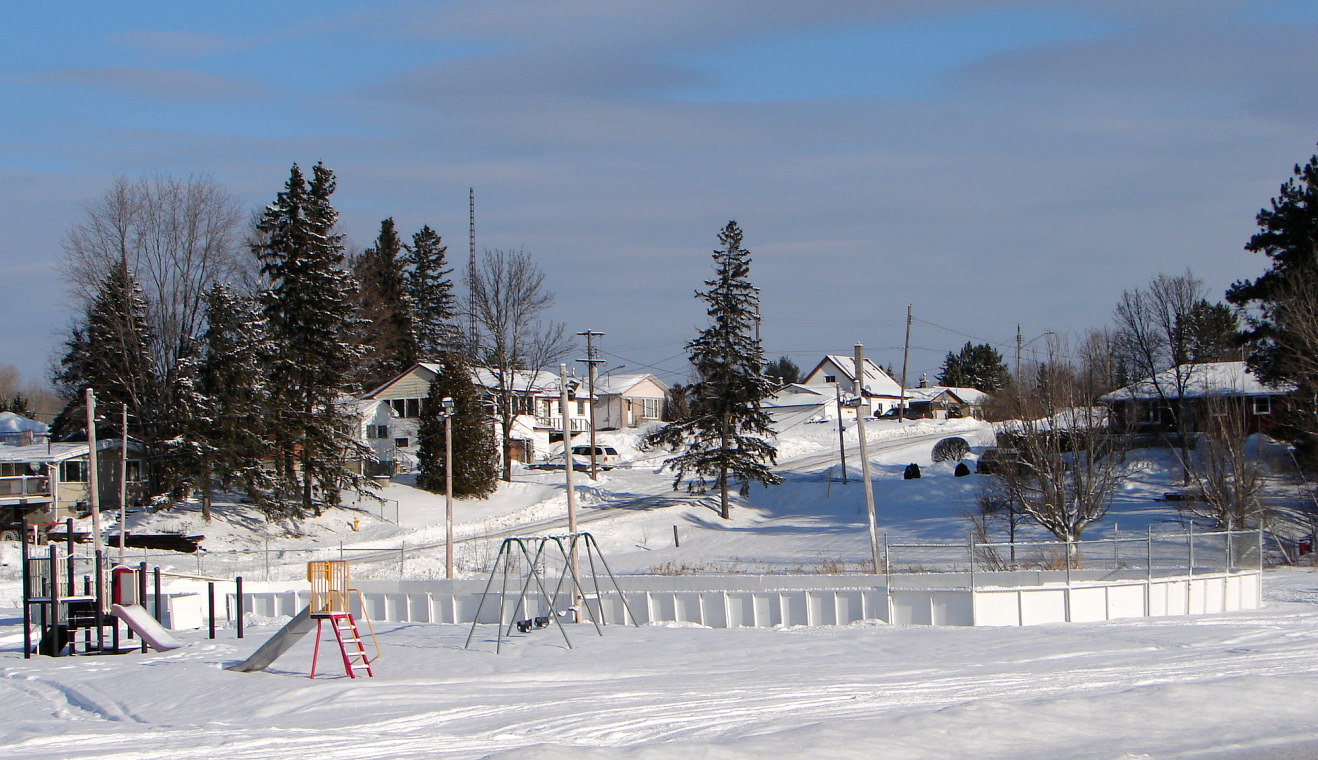
Whitefish

Whitefish est situé à environ 14 kilomètres à l'ouest de Lively, à proximité du terminus ouest de l'autoroute 17. Les services postaux et téléphoniques de Whitefish comprennent également la communauté de Den-Lou, qui est nommé pour son emplacement à cheval sur les frontières des cantons géographiques de Dennison et de Louise, et la zone du Lac Panache. Actuellement, le Ministère des Transports est en train de discuter l'extension de l'autoroute à travers Den-Lou.
La communauté accueillait la Whitefish Kipinä AC (plus tard, Speed AC), un club de sport de jeunesse qui était affiliée à la Fédération amateur de Sport Finno-Canadienne.

### Beaver Lake
Le nom de Beaver Lake se réfère, en général, à l'extrémité ouest de l'ancienne Ville de Walden, le long de la Route 17, dans le canton géographique de Lorne, à l'ouest de Whitefish. Comme de nombreuses communautés dans le Nord de l'Ontario, l'histoire moderne de Beaver Lake a commencé avec la construction du chemin de Fer Canadien Pacifique à travers la région à la fin des années 1880. Avec la découverte de gisements de nickel, qui amena emplois et colons dans la région de Sudbury, des immigrants finlandais en particulier s'installèrent dans la région de Beaver Lake, au sud de la ligne CPR entre Sudbury et Sault Ste. Marie, établissant des fermes familiales centrées autour du lac et généralement destinées à la production de lait comme produit d'exportation. Le lait était souvent expédié par chemin de fer à Co-optas (dans Copper Cliff) et, plus tard, la Coopérative de produits Laitiers des Producteurs et les Consommateurs de la région de Sudbury (P&C), coopératives locales démarrées et principalement opérées par des finnois, et soutenues par les fermiers laitiers finnois de la région. Plus tard, le lait a été traité par la  Laiterie Copper Cliff.
Les fermes de Beaver Lake ont été financièrement mises à mal par la Grande Dépression et le groupe de colons d'origine vieillissant, mirent fin à la plupart de leurs exploitations par les années 1950; de nombreux lots furent divisés et vendus. Néanmoins, beaucoup de leurs descendants continuent à vivre dans la région, qui est fortement influencée par la culture finlandaise, bien que l'école de rang et le magasin général ont tous deux été victimes de la crise qu'a vécue cette communauté.
La communauté a également été connue pour son club d'athlétisme jeunesse Jéhu AC qui était affiliée à la finlandaise-Canadienne de Sport Amateur Fédération (FCASF). Fondée en 1921, les membres du club ont remporté des victoires contre des athlètes de Sudbury, Creighton, de Timmins, et South Porcupine, ainsi que de nombreuses autres communautés. Jéhu CA a été connu pour sa position dominante en ski de fond, un sport que les colons finlandais avaient apporté avec eux au Canada et qui avait été popularisé par les clubs d'athlétisme finlandais avant son acceptation générale comme sport Canadien. C'était évident dès 1961, lorsque les athlètes du Lac aux Castors ont remporté cinq des neuf épreuves de ski de fond au championnat FCASF de Port Arthur (aujourd'hui Thunder Bay) . Avec le vieillissement de la population et le départ de la jeunesse de la communauté vers de meilleures opportunités économiques, les membres du club ont commencé à diminuer en nombre. Son dernier événement a eu lieu en 1969, après quoi son terrain de sport fut vendu au Lac Beaver Club Communautaire.

### Worthington

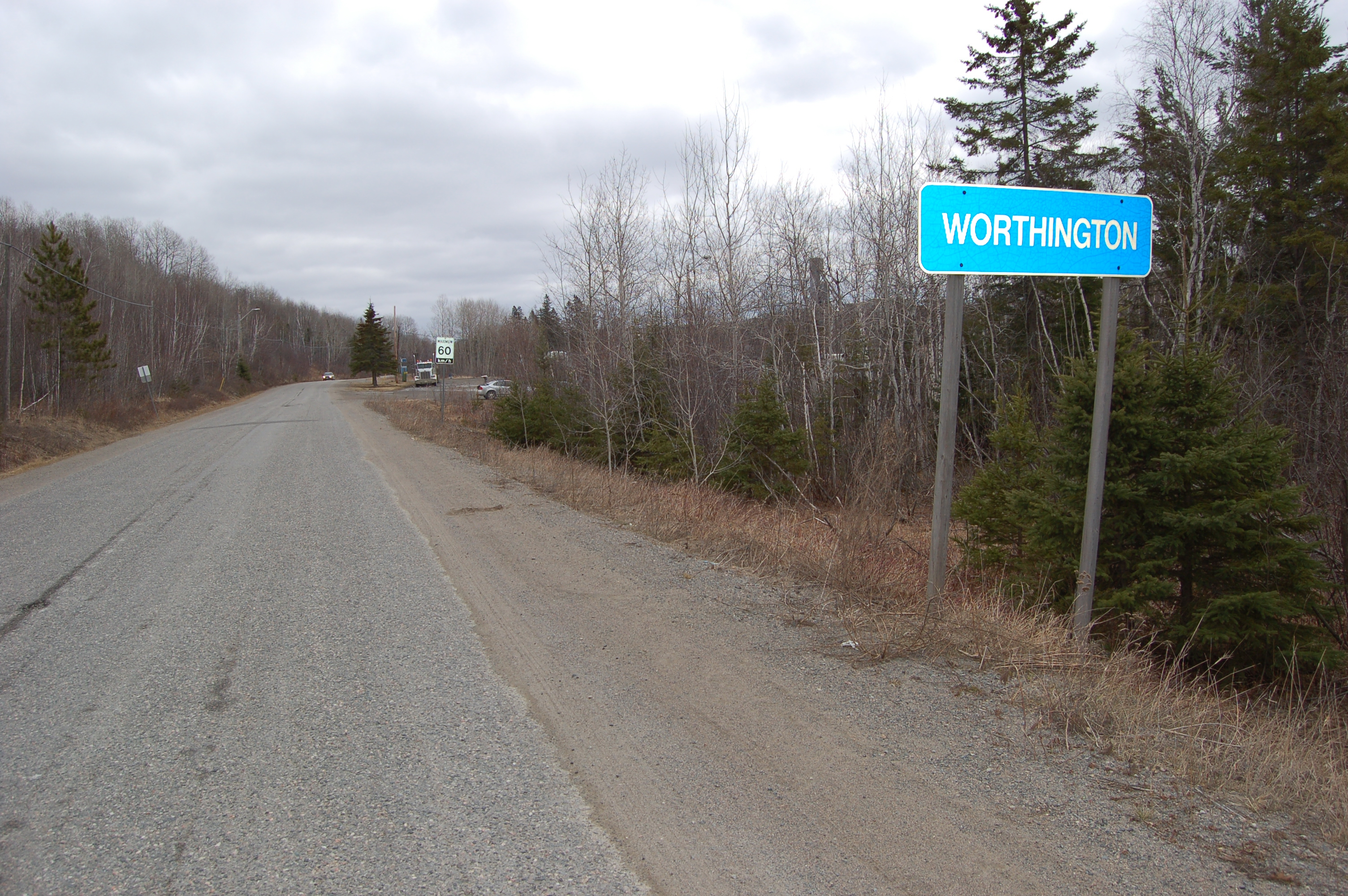
Worthington

Communauté minière incorporée en 1892, Worthington a existé jusqu'au 4 octobre 1927. À 5 h 50 du matin, le sol s'est fissuré, provoquant l'effondrement de la mine et d'une la partie de la ville dans un grand gouffre. Personne n'est mort dans l'incident, car un contremaître de la mine avait évacué la ville la veille au soir, après avoir remarqué des mouvements anormaux des roches dans la mine.
Avec une mine inutilisable, les habitants de Worthington ont déménagé vers d'autres communautés minières dans la région. Toutefois, le nom de Worthington a été réappliqué plus tard à un nouveau lotissement à proximité. La ville originelle est maintenant sous l'eau.

## Villes fantômes

### La Mine Creighton

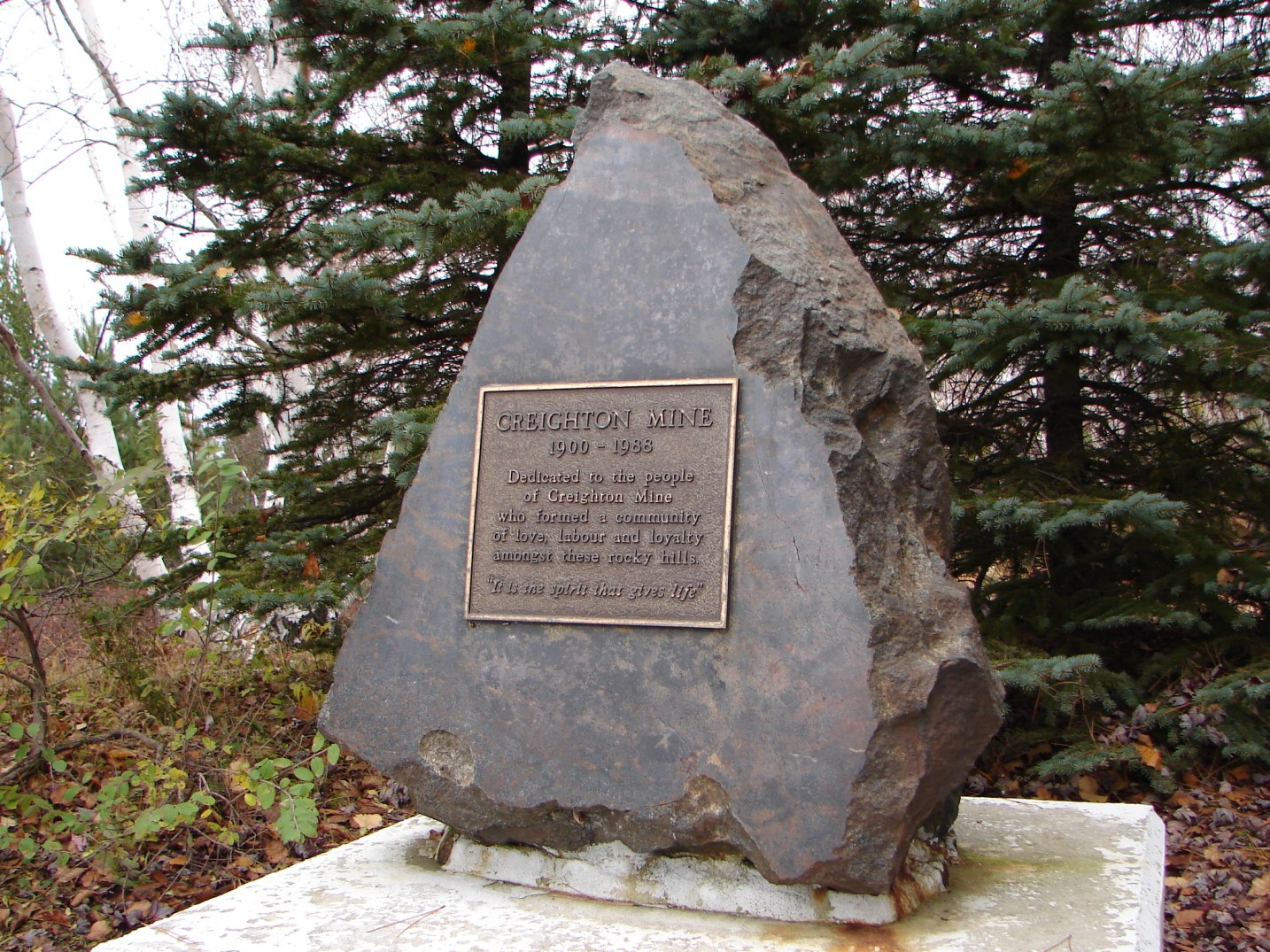
Borne de pierre sur l'ancien site de la Mine Creighton.

La Mine Creighton, également connu sous le nom de Creighton, est une ville fantôme située près de l'intersection de la Route Municipale 24 et de la Route 144. La communauté, établie dans les années 1900 par la compagnie Inco comme ville, a pris son nom du canton géographique dans lequel elle est située, qui a été nommé dans les années 1880 par la province de l'Ontario en l'honneur du député David Creighton.
La ville avait une population de près de 2 200 habitants à son apogée dans les années 1940. La population diminua lentement après les améliorations dans le domaine des réseaux de transport. Il était plus facile pour les travailleurs de vivre loin du site urbain de la société.
En 1986, la ville a été fermée. la mise à niveau du système d'eau, d'égout et de voirie de la ville aux normes contemporaines aurait coûté à l'entreprise plus de 10 millions de dollars un coût que l'entreprise jugea prohibitif, et l'ensemble de la ville, les maisons et les entreprises furent détruites ou déplacées à Lively. Certains résidents ont tenté de combattre ce plan, mais n'eurent pas de succès.
La cabine historique du Paymaster de Creighton a été déplacée au Musée de la Ferme d'Anderson. Quelques rues, trottoirs et fondations de bâtiments peuvent encore être trouvées dans la région. Un monument, illustré à droite, a aussi été implanté dans la communauté.
La Mine Creighton est la plus grande communauté de l'Ontario à être devenue une ville fantôme, bien que la mine elle-même soit toujours opérationnelle. La mine est également le site de l'Observatoire de Neutrinos de Sudbury.

### High Falls
High Falls est une ville fantôme située près de la jonction de la Rivière Spanish avec Agnew Lake, à la limite ouest de la ville.
La ville a été constituée en 1904, lorsqu'un barrage et une centrale hydroélectrique ont été construits sur la Rivière Spanish. Cette centrale, détenue et exploitée par une filiale de la société Inco, fournissait de l'énergie électrique fournie aux nombreuses villes minières de la région, et est encore en activité aujourd'hui.
La ville est étroitement liée à la communauté de Turbine située à proximité. Cependant, dans les années 1960, de nombreuses familles ont commencé à se déplacer loin de la communauté de High Falls pour des raisons économiques, et, en 1975, la communauté a été pratiquement abandonnée. Les maisons ont été démolies ou déplacées, et vers le milieu des années 1980, la centrale était le seul vestige restant de la communauté.

### Victoria Mines
Fortement prospectée dans les années 1880 et 1890, une mine a été établie par le Mond Nickel Company en 1900. Une fonderie a également été construite sur le site au nord de la ligne de chemin de Fer Canadien Pacifique, et une ville se créa rapidement, qui hébergera entre 300 et 600 personnes au cours de son existence.
Au début des années 1910, Mond Nickel a déménagé ses opérations dans la nouvelle communauté de Coniston, à l'est de la ville de Sudbury. De nombreux bâtiments de Victoria Mines ont été déplacés vers Coniston via la ligne de chemin de fer CP, y compris une église Presbytérienne encore intacte aujourd'hui. Seuls deux bâtiments restent intacts sur le site, la ville ayant été laissée à l'abandon après la fermeture de la mine en 1913. Au cours de la durée de son exploitation la mine a produit près de 620 000 tonnes de minerai.
KGHM Polska Miedź est actuellement en train d'élaborer une nouvelle concession d'exploitation sur le site. La construction devrait commencer en 2015 pour un lancement prévu en 2019.
Victoria Mines est le berceau du membre du Temple de la renommée du Hockey Hector "Toe" Blake.

## Éducation
Lively accueille la seule école secondaire publique de Walden, l'École Secondaire du district de Lively. Les étudiants à l'école secondaire catholique résidant à Walden sont transportés par autobus dans les écoles de la ville du noyau urbain, principalement à l'École Secondaire Catholique Saint-Benoît pour les anglophones et au Collège Notre-Dame pour les francophones.
Les élèves anglophones de l'école primaire sont servis par l'École Publique de Walden dans le quartier Lively, l' École Publique R. H. Murray dans le quartier Whitefish, l' École Primaire Catholique Saint-James dans le quartier Lively. Une deuxième école primaire Catholique, Notre-Dame de Fatima à Naughton, a été fermée en 2006 après que les rénovations à Saint-James permirent à cette dernière d'accueillir pratiquement toute la demande d'enseignement primaire catholique à Walden. Le bâtiment de Notre-Dame de Fatima a été racheté par Penguin Research Technologies, une firme dans technologie minière faisant de la recherche et du développement dans le domaine de la télérobotique.
L'École Publique George Vanier dans le quartier Lively et l'École Publique Jessie Hamilton fermèrent en 2009, et les élèves fréquentant ces deux écoles ont été répartis entre la nouvelle École Publique de Walden et l'École Secondaire du quartier Lively.
Les élèves francophone du primaire fréquentent l'École Saint-Paul, dans le quartier Lively.

## Médias
Walden est desservie par un journal mensuel, Walden Today, qui a commencé en mai 2011. Walden était autrefois desservie par un journal hebdomadaire, le Walden Observer, qui n'est plus en production.
Walden est par ailleurs servi par les médias de l'ensemble de la ville de Sudbury, bien que sa proximité avec la région de la Rive Nord signifie que les résidents de Whitefish, Beaver Lake et Worthington ont également accès à plusieurs stations de radio, y compris CJJM-FM à Espanola, CFRM-FM à Little Current et CKNR-FM en Elliot Lake, dont les signaux n'atteignent pas le principal centre urbain de la ville de Sudbury; ainsi que par les rediffuseurs de Sudbury situés dans la zone Espanola CBCS-FM et CBON-FM.

## Personnalités
- Toe Blake a été intronisé au temple de la Renommée du Hockey en tant que coach et joueur.
- Troy Crowder, inscrit à la LNH en 1996, joueur dans les équipes des Devils du New Jersey, des Red Wings de Detroit, des Los Angeles Kings, et des Canucks de Vancouver de 1987-88 à 1996-97.
- Bud Cullen, ancien Juge Fédéral et ancien député de Sarnia-Lambton, est né à Creighton Mine, ON.
- Andrew Desjardins, engagé comme agent libre en 2010 par les Sharks de San Jose, présentement engagé comme joueur pour les Chicago Blackhawks.
- Meagan Duhamel, patineuse artistique
- France Gélinas, l'actuelle députée Provinciale de Nickel Belt, est une résidente de Naughton.